# AH-1Z (航空機)
AH-1Z ヴァイパー
- 用途：対地・対戦車攻撃
- 分類：攻撃ヘリコプター
- 製造者：ベル・ヘリコプター
- 運用者： アメリカ合衆国（アメリカ海兵隊）
- 初飛行：2000年12月8日
- 生産数：218機
- 運用開始：2010年9月
- 運用状況：現役
- ユニットコスト：

  - 改修機：2,700万USドル[1]
  - 新造機：3,100万USドル[2]
- 原型機：AH-1W

AH-1Z ヴァイパー（英語: AH-1Z  Viper）は、アメリカ海兵隊が運用するベル・ヘリコプター製の攻撃ヘリコプターである。形式のZのフォネティックコードから非公式に「ズールーコブラ（Zulu Cobra）」とも呼ばれる。
AH-1W スーパーコブラの発展型として、UH-1N ツインヒューイの後継にあたるUH-1Y ヴェノムと並行して開発された。

## 概要
AH-1ZはAH-1Wの後継機を目指してベル・ヘリコプターが開発した。また、UH-1Nの性能向上改修であるUH-1Yも並行して行われ、コストダウンを図っている。アメリカ海兵隊は1996年にAH-1Z計画の進行を決め、11月15日にベル社に契約を与えた。
2000年には試作機であるNAH-1Zがロールアウトし、試験飛行を行ったが、水平安定板の設計変更が必要と判明したことから戦力化に遅れが生じ、配備の開始は並行して開発されていたUH-1Yよりも少し遅れることとなった。

## 特徴

### 基本構造

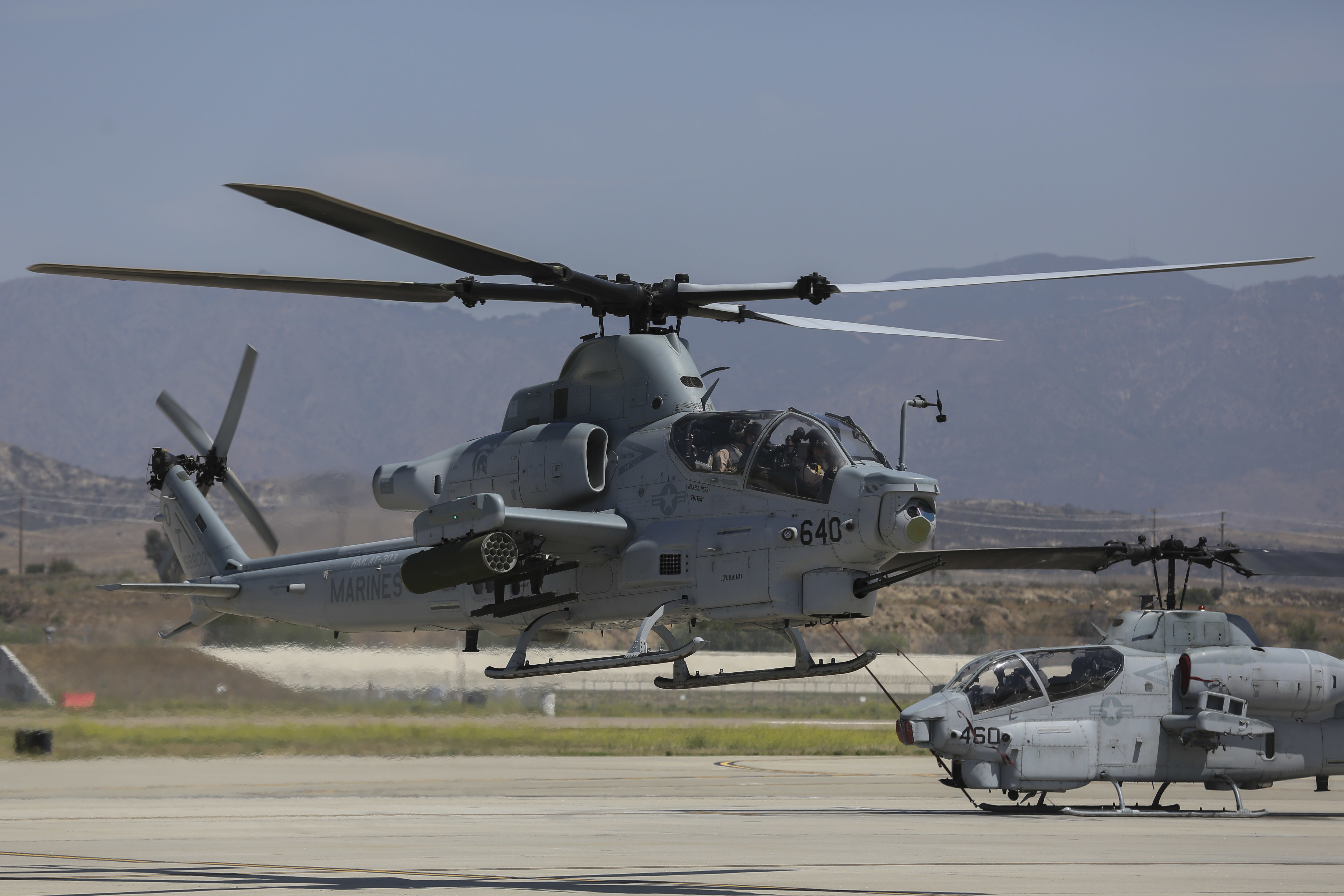
離陸するAH-1Zと駐機中のAH-1W
ローターの枚数以外似ているが、機体構造の殆どが別物である。

機体構造の約95%が新規開発あるいは改修で、AH-1Wの構造をそのまま使っているのはコックピット周辺構造のみである。従来のAH-1とは全くの別物と言っても過言ではない。
ローターヘッド部はグラスファイバーとエポキシ樹脂の複合材によるヒンジレス・ベアリングレス・ローターハブとなり、運動性能は従来とは比べものにならない程に向上している。フライトエンベロープはAH-1Wより80%増加、部品数は全関節ローターヘッドに比べ75%少なくなっている。テイルローターもチタン複合材によるヒンジレス・ベアリングレス・ローターハブで、取り付け位置がAH-1Wとは反対に左側になっている。
ヒンジレス・ベアリングレス・ローターハブはローターのねじれによって角度の変化を実現し、部品点数が従来の4分の1に減少している。

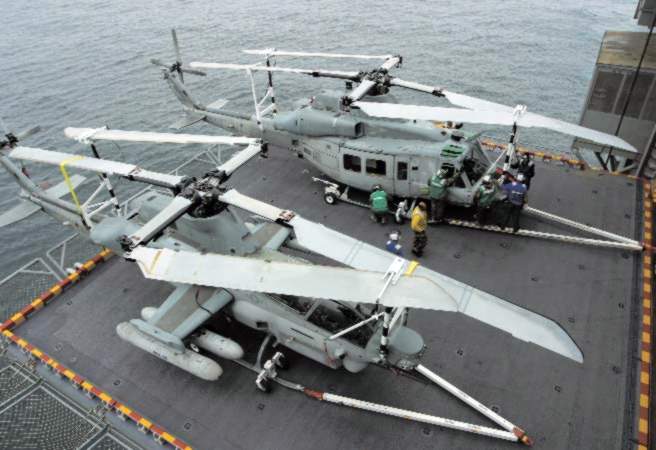
ブレードを畳んだ状態（奥のヘリはUH-1Y）

ローターブレードはUH-1Yと同じ先端が非対称となった複合材製4枚羽ブレードが採用された。艦載を前提としているため、ブレードの途中から半自動で折り畳みが可能。洋上での運用を前提に設計されているので、湿度の高い気候や海上の大気中に塩分の多い状況を想定した防蝕仕様である。ただ、全天候性能ではAH-64Dに一歩劣ると言われている。
胴体部はアルミニウムと複合材で構成され、キャノピーはガラスの半分の重さで17倍の強度を持つプレキシグラスというアクリル樹脂で作られている。防弾性能はメインおよびテイルローターが23mm弾の直撃に耐え、その他の部分は12.7mm弾に耐えられる。コックピット周辺は衝撃吸収構造が施され、生存性が高められた。燃料タンクはセルフシーリング加工によって耐火性が高められている。ギアボックスのオイルが全て消失しても30分は飛行が可能。
エンジンはターボシャフトエンジンのゼネラル・エレクトリック社製T700-GE-401Cに変更され、出力が大幅に向上した。
さらに、ペイロードが約2倍になり、航続距離が約20%延長された。
ローターブレード以外にもUH-1Yとの共通性が高く、ヒンジレス/ベアリングレスの主ローターヘッド、尾部ローター、テールブーム、トランスミッション系統、油圧系統、操縦系統、アビオニクス、電気系統など、全体の85%が共通となっている。また低ライフサイクルコストも重視され、複合材ローターシステムは定期修理が不要で寿命が約10,000時間あり、運用費用はAH-64Aの約40%に抑えられ、時間辺りの運用費用はAH-64Dの3分の1になる。

### 操縦システム

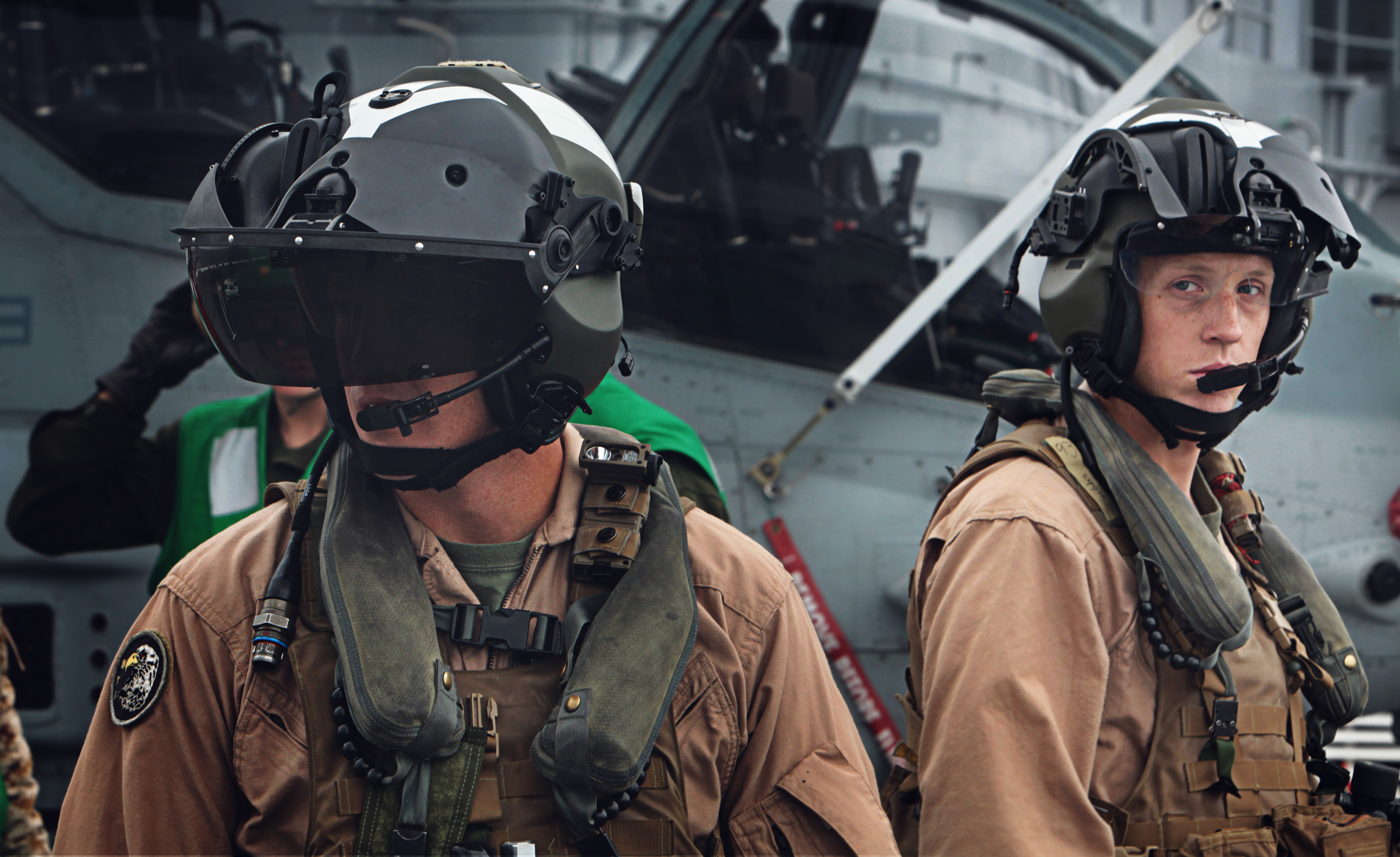
TopOwl HMDを装備したパイロット

油圧式に安定操縦性増強システム（Stability and Control Augmentation System; SCAS）が組み合わされ、4軸デジタル制御自動操縦装置も備えられている。自動操縦制御の機能として方位固定、高度固定、速度固定、巡航、ホバリング固定、ホバリング揺動制御、制御力微調整が可能。
グラスコックピット化され、8×6インチ2基、4.2×4.2インチ1基の計3基の多機能カラー液晶表示装置を装備し、飛行計器情報、各種システム情報、GPSデジタルマップナビゲーション、戦術状況、索敵・照準情報などが表示可能。ゲームコントローラーのようなミッショングリップを装備し、照準システム操作、兵装選択から発射までが操作可能。
ティーガーやローイファルクで採用されているタレス社製「TopOwl」ヘルメット表示照準システム（HMSD）を採用。40度の視野を持ち、両眼で見る事が可能。TSSと連動し、目標に視線を合わせるだけでロックオンが可能。ガトリング砲とも連動している。
前後席は基本的に共通設計なためにどちらでも操縦、攻撃が可能で、訓練も分ける必要がない。パイロットとして操作する場合は液晶表示装置の右側が飛行に必要な高度、機体姿勢、その他の一般的な情報、左側はエンジン、油圧系、電気系のシステム関係の状態表示、中央下側は飛行姿勢の補助表示が可能。射手として操作する場合は武器の状態表示（残弾数など）、照準システム、センサーを表示をする。
電子機器を動作させる電源として、28V・400Aの直流発電機を2基搭載、交流変換器も装備。エンジン上部には補助動力装置（APU）が搭載され、28V・200Aの発電機を動作、エンジンスタートやブレードの折り畳みなどに使用される。また、19セル25A/hのニカドバッテリーにより、非常時に最低でも20分はシステムを維持することが可能。

### 火器管制システム
照準装置は、AC-130などにも採用されているロッキード・マーティン社製AN/AAQ-30 ホークアイ目標照準システム（TSS）を搭載。これは、第3世代型FLIR（前方赤外線画像監視装置）、低光量カラーTVカメラ、レーザー測距器、アイセーフレーザー照準装置を統合した目標照準装置となっている。第3世代型FLIRは最大探知距離が約35km、識別距離が約10km。解像度は640×480、4段階の視野切り替えが可能で、中波赤外線および長波赤外線を併用し、様々な状況下での高い捕捉能力を持つ。
低光量カラーTVカメラは解像度が768×494、無段階の18倍ズームが可能。TSSは5軸のジンバルにより安定化され、目標の探知、分類だけでなくAH-64Dでは不可能な、遠距離での目標の識別、認識も可能。複数目標の自動追尾も可能で、動目標で3目標、静止目標で10目標の追尾が可能。TSSはAH-1WのNTSやAH-64AのTADS/PNVSなどの第一世代システムと比較して2倍の捕捉能力を持ち、AH-64Dのアローヘッドよりも性能が高い。
まだ正式採用はされていないが、オプションでスタブウィング上にAN/APG-78 ロングボウ火器管制レーダーを元に開発されたCRS（Cobra Rader System）またはSCOUTと呼ばれるミリ波レーダーを搭載可能。性能的にはAN/APG-78 ロングボウ火器管制レーダーに若干劣るものの、動目標なら約8km、静止目標でも約5kmの捕捉距離を持ち、100以上の目標を自動で位置、分類を探知、戦術優先順位を判別してモニターに表示する事が可能（AN/APG-78 ロングボウ火器管制レーダーは約1,000個の目標を捕捉し、そのうち最大256個を追尾可能で優先度の高い16目標が表示される。動目標なら約8-10 km、静止目標なら約6kmの捕捉距離を持つ）。

### 自己防御システム
AVR-2A レーザー警戒装置、APR-39B(v)2 レーダー警戒装置、AAR-47(v)2 ミサイル警戒装置、赤外線妨害装置、ALE-47 チャフ・フレアディスペンサーを装備。
排気口にはIRサプレッサーが搭載されている。
オプションとしてALQ-211 先進統合電子戦システムの搭載が可能で、各警戒システムが連動し、敵レーダー範囲の表示や回避ルートの指示、脅威発信源に自動的にジャミングをかけるなどにより、より高い生存性を実現できる。

### 武装

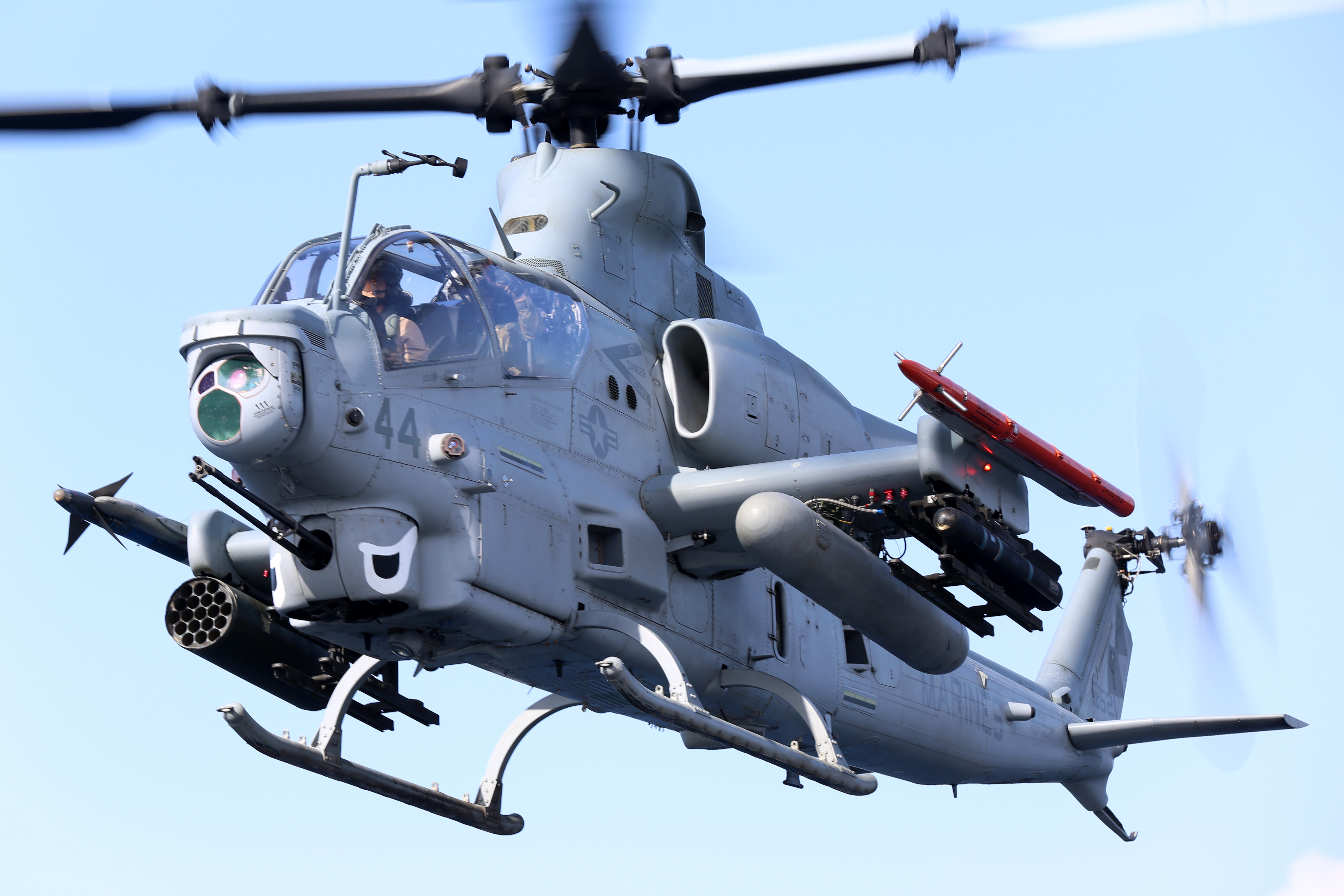

固定兵装として機首ターレットにM197 20mm機関砲を装備。ターレットは固定モード、HMSDモード、TSSモードの三つのモードを選択可能。HMSDモードではヘルメット表示照準システムの動きを感知し、ガンナーが向いた方向にターレットが連動する。TSSモードではTSSによりロックオンした目標の動き、距離、速度、温度、風などのデータを元に自動的に計算し、最適な照準を行う。弾薬としてはM56焼夷榴弾、PGU-28/B半徹甲焼夷弾などが使用可能で、M56を使用した場合初速1,040m/sと、AH-64のチェーンガンより3割ほど上回るため、空対空戦闘でも有効。
スタブウィングが大型化され、BGM-71 TOWまたはヘルファイア対戦車ミサイルを最大16発搭載可能となった。ロケット弾の射撃モードはCCIP（弾着地点連続計算）とCCRP（投下地点連続計算）の二つのモードがある。CCIPではHMSDにロケットの着弾予想地点が表示され、目標と重なるように発射することで命中する。CCRPモードではあらかじめTSSにより目標をロックオンし、FCSの指示するように飛行する事で自動的に射撃する。
使用可能な弾頭としてはM151・M229破片榴弾、M261多目的HE子弾内蔵弾頭、M255A1フレシェット弾、M262照明弾、M264煙幕弾などがある。対ヘリ戦闘任務を偵察ヘリに任せている陸軍とは違い、海兵隊の用兵思想では攻撃ヘリ自身が空対空戦闘も行うので空対空戦闘能力が高く、AIM-9 サイドワインダー空対空ミサイルやAIM-92 スティンガー空対空ミサイルが装備可能。

## 運用国

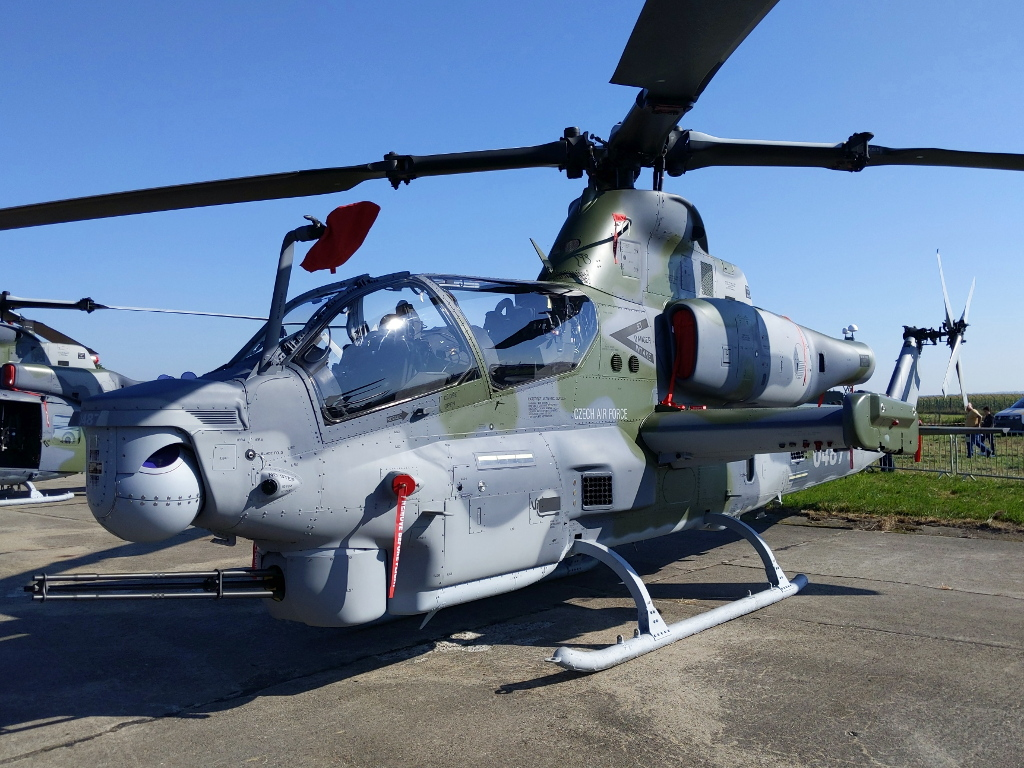
チェコ空軍のAH-1Z

アメリカ合衆国
- アメリカ海兵隊

 バーレーン
- バーレーン空軍

2018年11月、対外有償軍事援助(FMS)で12機を発注し2022年からの引き渡しを予定。
 チェコ
- チェコ空軍

2019年12月、AH-1ZとUH-1Yを8機ずつ購入する契約を交わした。2023年からの引き渡しを予定で、2022年2月23日に生産が開始された。FMSによりAH-1Zを4機とUH-1Yを8機調達で価格は2億7200万ドルとなっている。この4機とは別に、ロシアによる侵攻を受けるウクライナへの支援の見返りとして6機が無償供与される。
 ナイジェリア
2022年4月14日、対外有償軍事援助(FMS)での12機の売却が承認された。総額9億9700万ドル 。
パキスタンは2015年4月6日、対外有償軍事援助(FMS)での15機の輸出が承認されたが、二国間の摩擦により実現しなかった。
トルコは早い段階からAH-1Zのスキッドを車輪に変更したAH-1Z キングコブラの導入を打診し国内生産も行う計画だったが、トルコが過去に武装ヘリを少数民族弾圧に使用していたことを理由にアメリカ議会から反対され実現せず、トルコはT129 ATAKの開発に踏み切った。

## 要目
出典: Bell Specifications,  The International Directory of Military Aircraft, 2002–2003, Modern Battlefield Warplanes
諸元
- 乗員: 2名（パイロットおよび射手）
- 全長: 17.8m （58ft 3in）
- 全高: 4.37m （14ft 4in）
- ローター直径: 14.6m （48ft）
- 空虚重量: 5,580kg （12,300lb）
- 有効搭載量: 2,620kg （5,764lb）
- 最大離陸重量: 8,390kg （18,500lb）
- 動力: ゼネラル・エレクトリック T700-GE-401C ターボシャフトエンジン、1,340kW （1,800shp）   × 2

性能
- 超過禁止速度: 411km/h=M0.34 （255mph, 222kn）
- 巡航速度: 296km/h=M0.24 （184mph, 160kn）
- 戦闘行動半径: 231km （144mi, 125nmi） ※2,500lb（1,130kg）のペイロード搭載時
- 航続距離: 685km （426mi, 370nmi）
- 実用上昇限度: 6,100+m （20,000+ft）
- 上昇率: 582m/min （2,790ft/min）

武装
- 機首下部にチン・ターレット×1基、両舷の小翼にハードポイント×6ヶ所
- 固定武装: M197 20mm機関砲×1門（弾薬 750発）
- ミサイル: 　
  - 空対空ミサイル
    - ATAS（空対空スティンガー）
    - AIM-9 サイドワインダー最大6発。

  - 対戦車ミサイル
    - BGM-71 TOW
    - BGM-114 ヘルファイアA/F/K/L各タイプ運用可能（両翼合計で最大16発）
    - AGM-65 マーベリック

  - 対レーダーミサイル
    - AGM-122 サイドアーム

  - 爆弾
    - CBU-55 FAE I燃料気化爆弾
    - 焼夷弾

  - 増槽
    - 77/100/230ガロン燃料タンク。最大4基。

  - ロケット弾
    - ハイドラ70 FFAR - M261（19発）ポッド。最大4基。
    - 127mmズーニー・ロケットランチャー